# Фінансова дисципліна
Фінансова дисципліна – стан дотримання органами державної влади й місцевого самоврядування, суб’єктами господарювання всіх форм власності, об’єднаннями громадян, посадовими особами, громадянами України та іноземними громадянами визначених законодавством та нормативно-правовими актами фінансово-правових норм. 
Фінансова дисципліна передбачає чітке дотримання нормативно встановлених вимог і порядку щодо мобілізації, розподілу і використання коштів держави, суб’єктів місцевого самоврядування, підприємств, установ, організацій. За дотриманням фінансової дисципліни здійснюється фінансовий контроль.
Змістом фінансової дисципліни є чітке виконання фінансово-правових норм, фінансово-економічних програм і планів. 
Основою фінансової дисципліни є дотримання суб’єктами фінансових правовідносин вимог, встановлених у нормативно-правових актах щодо функціонування правового механізму держави у сфері публічної фінансової діяльності.

## Див.також
- Фінансово-правова норма
- Фінансовий контроль
- Фінанси